# مورتي

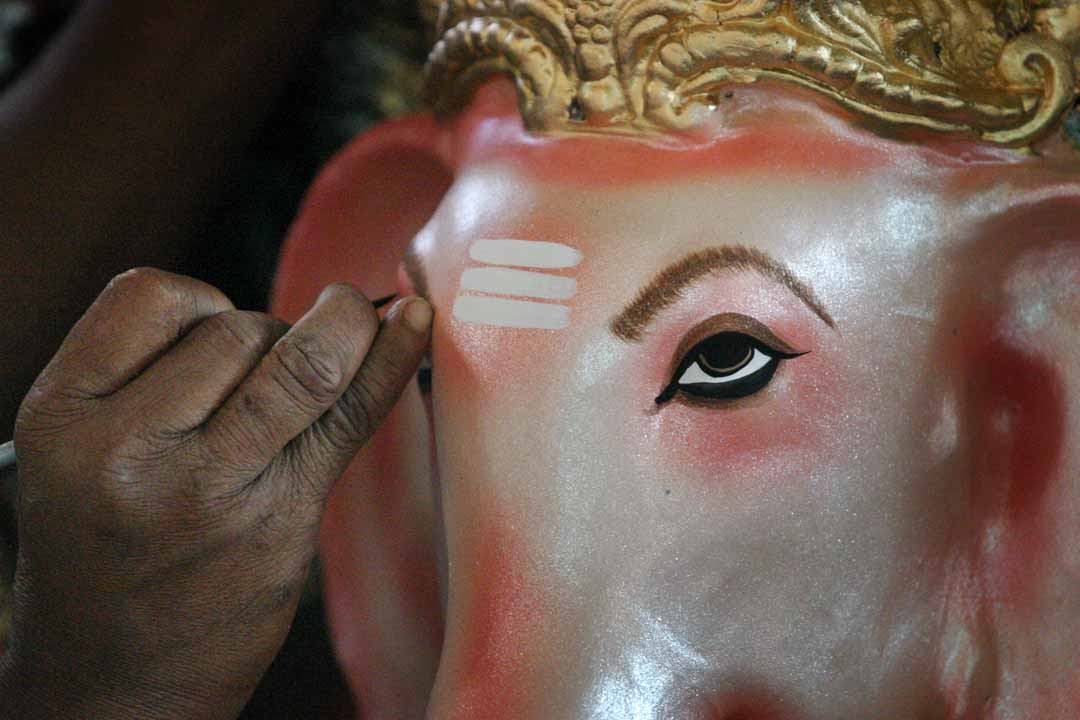
رسام يضع اللمسات الأخيرة على تمثال غانيشا

مورتي (بالسنسكريتية: मूर्ति، وتعني حرفيًا أي شكل أو تجسيد أو كائن صلب) وهو مصطلح عام لصورة أو تمثال أو وثن لإله أو لبشري في الثقافة الهندية. في المعابد الهندوسية، هو أيقونة رمزية. المورتي نفسه ليس إلهًا في الهندوسية، ولكنه شكل أو تجسيد أو مظهر للآلهة. يمكن أن نجد مورتي أيضًا في بعض تقاليد الجاينية غير المؤمنة، حيث يكون رمزًا للبشر الموقرين داخل المعابد الجاينية، ويعبدون في طقوس المورتيبوجاكا.
عادة ما يُصنع المورتي عبر نحت الحجر أو نقش الخشب أو صب المعادن أو من الفخار. تتضمن نصوص العصر القديم التي تصف أبعادها المناسبة ومواضعها وإيماءاتها بوراناس وأجاماس وسامهيتاس. تتنوع التعبيرات في مورتي في تقاليد هندوسية مختلفة، تتراوح من رمزية أوغرا إلى التعبير عن الدمار والخوف والعنف (دورغا، كالي)، بالإضافة إلى رمزية صاوميا للتعبير عن الفرح والمعرفة والانسجام (ساراسواتي، لاكشمي). صور صاوميا هي الأكثر شيوعًا في المعابد الهندوسية. من أشكال مورتي الأخرى الموجودة في الهندوسية اللينغا.
المورتي هو تجسيد للألوهية، الحقيقة المطلقة أو البراهمان عند بعض الهندوس. في السياق الديني، نجدها في المعابد الهندوسية أو المنازل، حيث يمكن أن يُعامل كضيف محبوب ويعمل كمشارك في طقوس بوجا في الهندوسية. في مناسبات أخرى، يصبح مركز الاهتمام في المواكب الاحتفالية السنوية وتسمى أوتسافا مورتي. ذكر بانيني أول مورتي في القرن الرابع قبل الميلاد. قبل ذلك، بدا أن أرض طقوس الأغنيكايانا بمثابة قالب للمعبد. 
يُشار إلى مورتي أحيانًا باسم مورثي أو فيغراها أو براتيما.

## أصل الكلمة والتسمية
يعني لفظ مورتي حرفيًا أي جسم صلب أو شكل له هيئة أو حدود محددة تُنتج من عناصر مادية. وهو ما يتناقض مع العقل والفكر واللامادي في الأدب الهندي القديم. يشير المصطلح أيضًا إلى أي تجسيد أو مظهر أو تجسد أو تشخيص أو مظهر أو صورة أو معبود أو تمثال لإله.

أول ذُكر لمصطلح مورتي كان في الأوبانيشاد الأولية المكونة في الألفية الأولى قبل الميلاد، تحديدًا في الآية 3.2 من آيتريا أوبانيشاد، والآية 1.13 من شفيتاشفاتارا أوبانيشاد، والآية 6.14 من مايترايانيا أوبانيشاد والآية 1.5 من براشنا أوبانيشاد. فمثلًا، يُستخدم مايترايانيا أوبانيشاد المصطلح ليعني «شكل، أو مظهر من مظاهر الوقت». يبدأ الجزء لإثبات وجود الوقت، ويقر بصعوبة إثبات وجود الوقت عن طريق برامانا (نظرية المعرفة في الفلسفة الهندية)، ثم يدرج نظرية الاستدلال الاستقرائي كإثبات معرفي على النحو التالي 
دقة الوقت دليل على واقعيته.
بسبب ذلك يظهر الوقت.
لأنه بدون دليل، يصبح الافتراض الذي علينا إثباته غير مقبول؛
ولكن، ما يجب إثباته أو إظهاره، عندما يفهمه المرء في أجزائه، يصبح هو أساس الإثبات، وعبر ذلك يحضر نفسه إلى الوعي (بالطريقة الاستقرائية).

- مايتري أوبانيشاد 6.14 
يتضمن هذا الجزء مفهوم الوقت وعدم الوقت، مشيرًا إلى أن عدم الوقت كما كان قبل نشأة الكون، والوقت الذي وُجد مع خلق الكون. عدم الوقت غير قابل للتجزئة، والوقت قابل للتقسيم، ثم يؤكد مايتري أوبانيشاد أن «السنة هي مورتي الزمن». ترجم روبرت هيوم ذكر مورتي الزمن في الآية 6.14 من مايتري أوبانيشاد ب«الشكل». 
يقول معظم العلماء، مثل جان جوندا، وماكس مولر، وبي. في. كين، وستيفاني جاميسون، أنه لم يكن هناك مورتي ولا معابد ولا عبادة أوثان في العصر الفيدى. وُجهت الطقوس الهندوسية الفيدية إلى الطبيعة والآلهة المجردة التي يُنادى باسمها في التراتيل أثناء الياجنا. ومع ذلك، لا يوجد إجماع عالمي، مع علماء مثل لإيه. سي. داس، يشير إلى كلمة موراديفا في آيات ريجفدا 7.104.24 و10.87.2 و10.87.14. قد تشير هذه الكلمة إلى «ديڤا الذي أُصلح» أو «ديڤا الذي هو أحمق». قد يعني التفسير السابق، إذا كان دقيقًا، أنه كانت هناك مجتمعات في العصر الفيدي عندها ديفات في شكل مورتي، ويقول سياق هذه التراتيل إلى أن المصطلح من الممكن أنه يشير إلى ممارسات المجتمعات القبلية خارج جماعة الفيدية.
عُثر على أحد أقدم الأدلة النصية الثابتة لصور ديفا، بمعنى مورتي، في جيفيكارت كاباني من قبل خبير قواعد النحو بالسنسكريتية بانيني الذي عاش نحو القرن الرابع قبل الميلاد. يذكر أكالا وكالا، مع الإشارة السابقة إلى الصور في الضريح، وتعني الأخيرة الصور التي نُقلت من مكان إلى آخر. يذكر بانيني أيضًا ديفالاكا، وهذا يعني أمناء صور العبادة الذين يعرضون الصور لكنهم لا يبيعونها، بالإضافة إلى جيفيكا كأشخاص كان مصدر رزقهم هو الهدايا التي تلقوها من المصلين. في النصوص السنسكريتية القديمة التي تلت عمل بانيني، عُثر على مراجع عديدة لصور إلهية بمصطلحات مثل ديفاغرها وديفاغارا وديفاكولا وديفاياتانا وغيرها. يقول نويل سالموند أن هذه النصوص تشير بقوة إلى أن المعابد والمورتي كانت موجودة في الهند القديمة بحلول القرن الرابع قبل الميلاد تقريبًا. تؤكد الأدلة الأثرية الحديثة أن معرفة النحت وفنونه كانت في الهند من قبل فترة إمبراطورية موريا (نحو القرن الثالث قبل الميلاد).
بحلول أوائل الألفية الأولى قبل الميلاد، كان مصطلح مورتي يعني الأصنام أو الصورة أو التمثال في النصوص الهندية المختلفة مثل بهافيشيا بورانا الآية 132.5.7، وبريهات سامهيتا والنقوش في أجزاء مختلفة من الهند. كان مصطلح مورتي مصطلحًا عامًا يشير إلى صنم أو تمثال لأي شخص، سواء كان إلهًا أو إنسان أو حيوان أو أي شيء من الفن. تتضمن بارتيما المورتي بالإضافة إلى رسم أي جسم غير مجسم. في المقابل، كان بيرا أو بيمبا يعني «معبود الإله» فقط، وكانت فيغراها مرادفة لـبيمبا.

## الأنواع
إن المورتي في الاستخدام المعاصر هو أي صورة أو تمثال. يمكن أن يوجد داخل المعبد أو المنزل أو خارجهما، يُركب ليُنقل مع موكب احتفالي (أوتسافا مورتي)، أو يكون مجرد معلم. إنه جزء مهم من الأيقونات الهندوسية، ويظهر بطرق عديدة. منها فئتان رئيسيتان تشملان:
- راودرا أو أوغرا- هي الصور التي كان الهدف منها الرعب وإثارة الخوف. عادة ما يكون لها عيون دائرية واسعة، وتحمل أسلحة، وتتزين بالجماجم والعظام. كان الجنود يؤدون العبادة لهذه الأصنام قبل الذهاب إلى الحرب، أو يعبدها الناس في أوقات الشدة أو الأخطاء. لم تُبنى معابد الإله راودرا داخل القرى أو البلدات، ولكن دائمًا خارج المملكة وفي المناطق النائية منها.
- شانتا وصاوميا- هي صور مسالمة سلمية معبرة عن الحب والرحمة واللطف والفضائل الأخرى في البانثيون الهندوسي. ستحمل هذه الصور أيقونات رمزية للسلام والمعرفة والموسيقى والرفاه والزهور والإثارة وغيرها من الأشياء. في الهند القديمة، كانت هذه المعابد سائدة داخل القرى والبلدات.

بعيدًا عن الأشكال المجسمة من المورتي الديني، فإن بعض تقاليد الهندوسية تدعم عدم التجسيم، حيث تتشكل الرموز البديلة في صورة المورتي، مثل اللينغا من أجل الشيفا واليوني من أجل ديفي والساليغراما من أجل الفيشنو.